# Knut Hansson
Knut Hansson (9 de maio de 1911 - 10 de fevereiro 1990) foi um futebolista sueco. Ele competiu na Copa do Mundo FIFA de 1938, sediada na França, na qual a seleção de seu país terminou na quarta colocação.